# Villaggio cinese (Carskoe Selo)

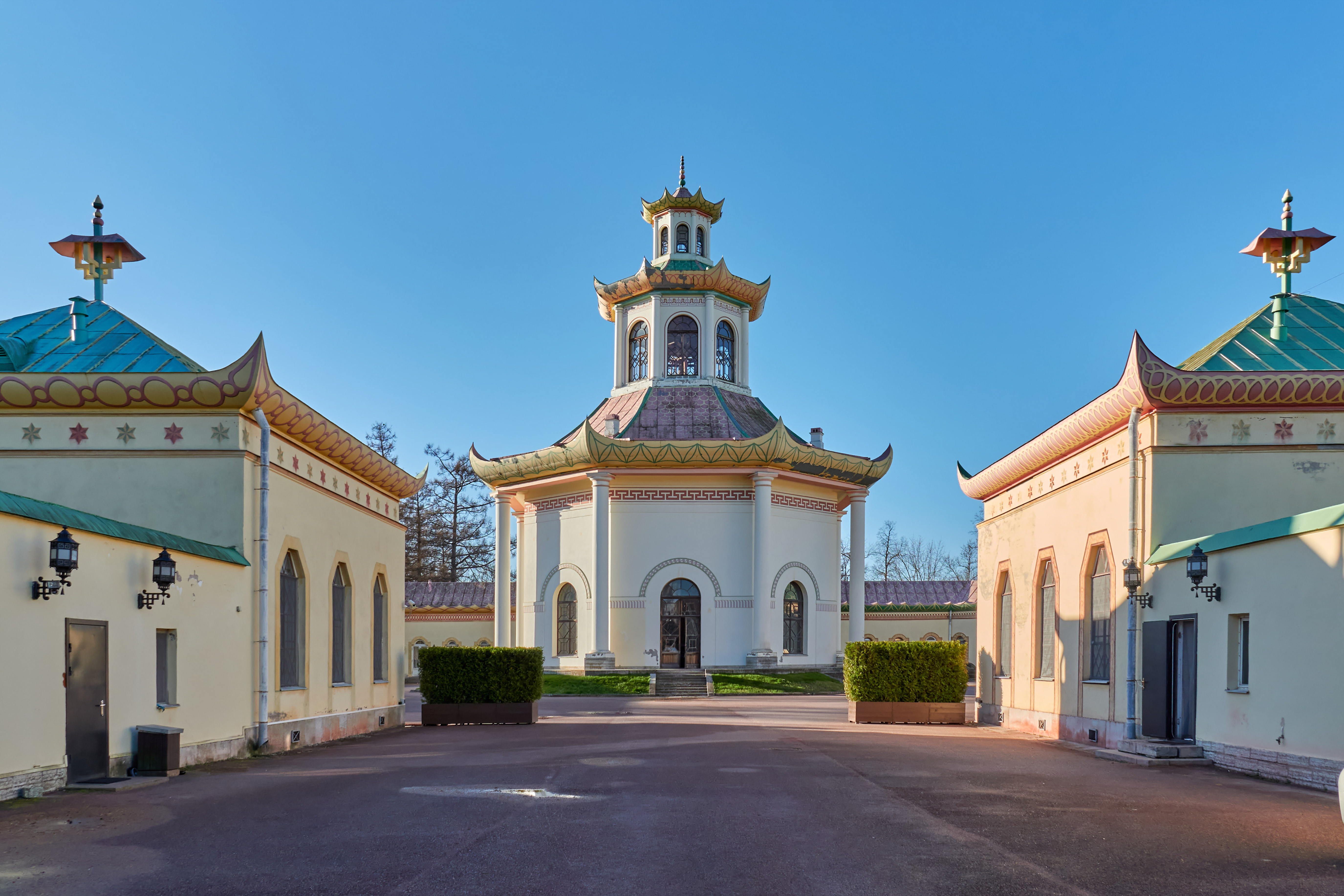
Il villaggio cinese di Carskoe Selo.

Il Villaggio cinese (in russo Китайская деревня?, Kitajskaja derevnja), situato nel parco di Alessandro di Carskoe Selo, in Russia, è un complesso architettonico costruito durante il regno della regina Caterina II. Questo villaggio, un capriccio architettonico, costituisce il tentativo di Caterina la Grande di seguire il gusto per le Cineserie, che nel Settecento costituiva una moda presso le corti europee.

## Storia

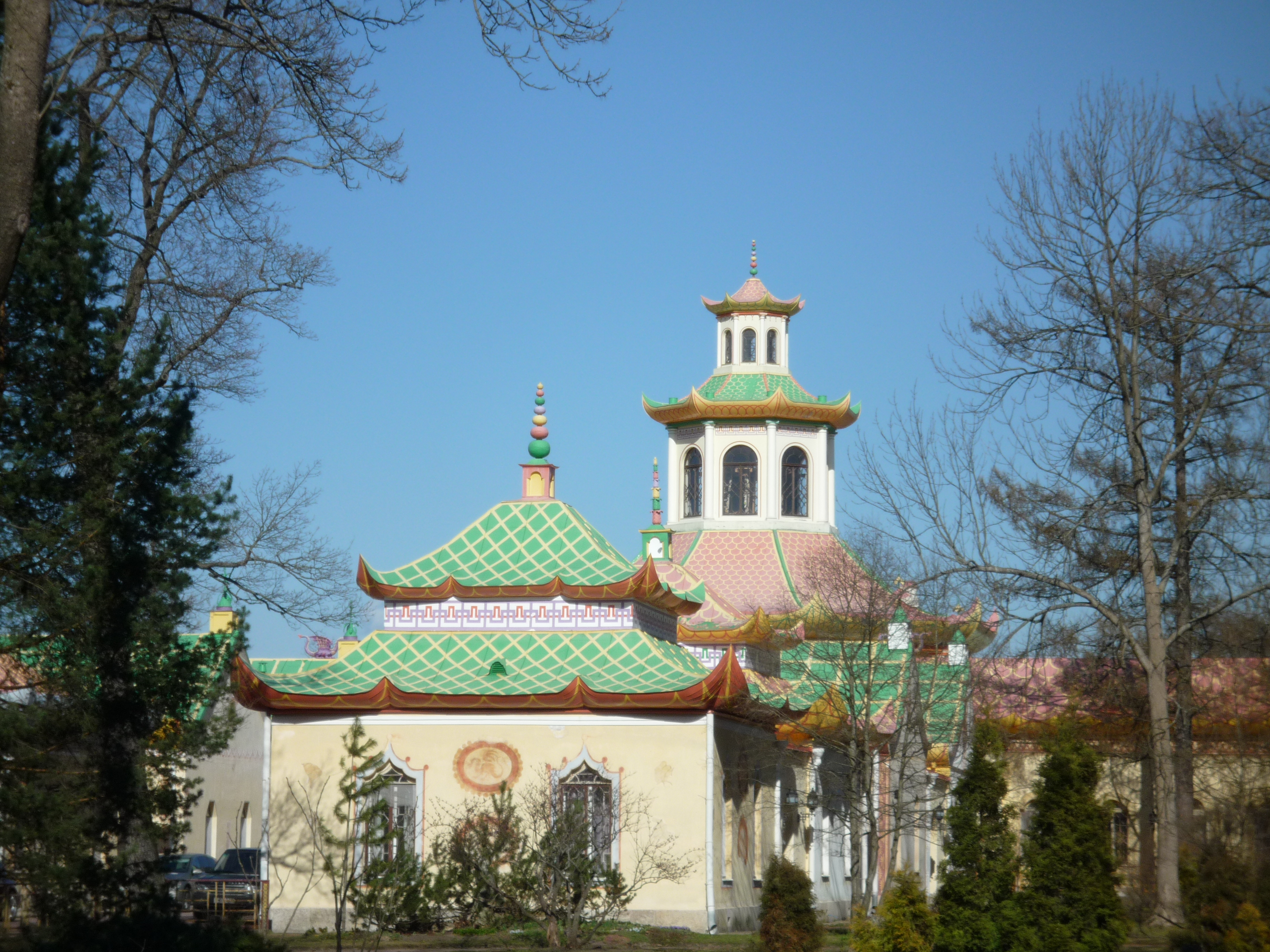
Gli edifici orientalizzanti del villaggio cinese.

Caterina II, probabilmente ispirata da un progetto simile realizzato a Drottningholm, incaricò Antonio Rinaldi e Charles Cameron di costruire un villaggio basandosi su un’incisione cinese contemporanea presente nella sua collezione. Il villaggio originariamente consisteva in diciotto case cinesi (ma solo dieci vennero completate) sovrastate da un osservatorio ottagonale (che venne lasciato incompiuto). Dopo che Caterina non riuscì a contattare un vero architetto cinese per la realizzazione del villaggio, l’ambasciatore russo a Londra venne incaricato di ottenere una copia del progetto per la pagoda realizzata da William Chambers nei giardini Botanici reali di Kew, un punto di riferimento per l’architettura orientalizzante tipica delle cineserie. La morte della regina Caterina nel 1796 portò all’interruzione dei lavori. I lavori ripresero soltanto nel 1818, quando lo zar Alessandro I incaricò l’architetto Vasilij Petrovič Stasov di rinnovare il villaggio al fine di dare un alloggio per i suoi ospiti. Anche se gran parte della decorazione originale orientalizzante andò persa con questa ristrutturazione, il villaggio rinnovato divenne la dimora temporanea di vari visitatori illustri come Nikolaj Michajlovič Karamzin, il quale in una delle case del villaggio lavorò alla sua Storia dello stato russo tra il 1822 ed il 1825. Il villaggio venne ristrutturato sotto la guida di Ippolit Monighetti tra il 1859 ed il 1861. Le abitazioni subirono dei gravi danni durante l’occupazione nazista ma, grazie ad un contratto con l’agenzia danese TK Development Pushkin, furono restaurate negli anni 90 per renderle dei luoghi d’alloggio adatte per gli ospiti importanti.

## Edifici
Gli edifici che costituiscono il complesso architettonico del Villaggio cinese sono:

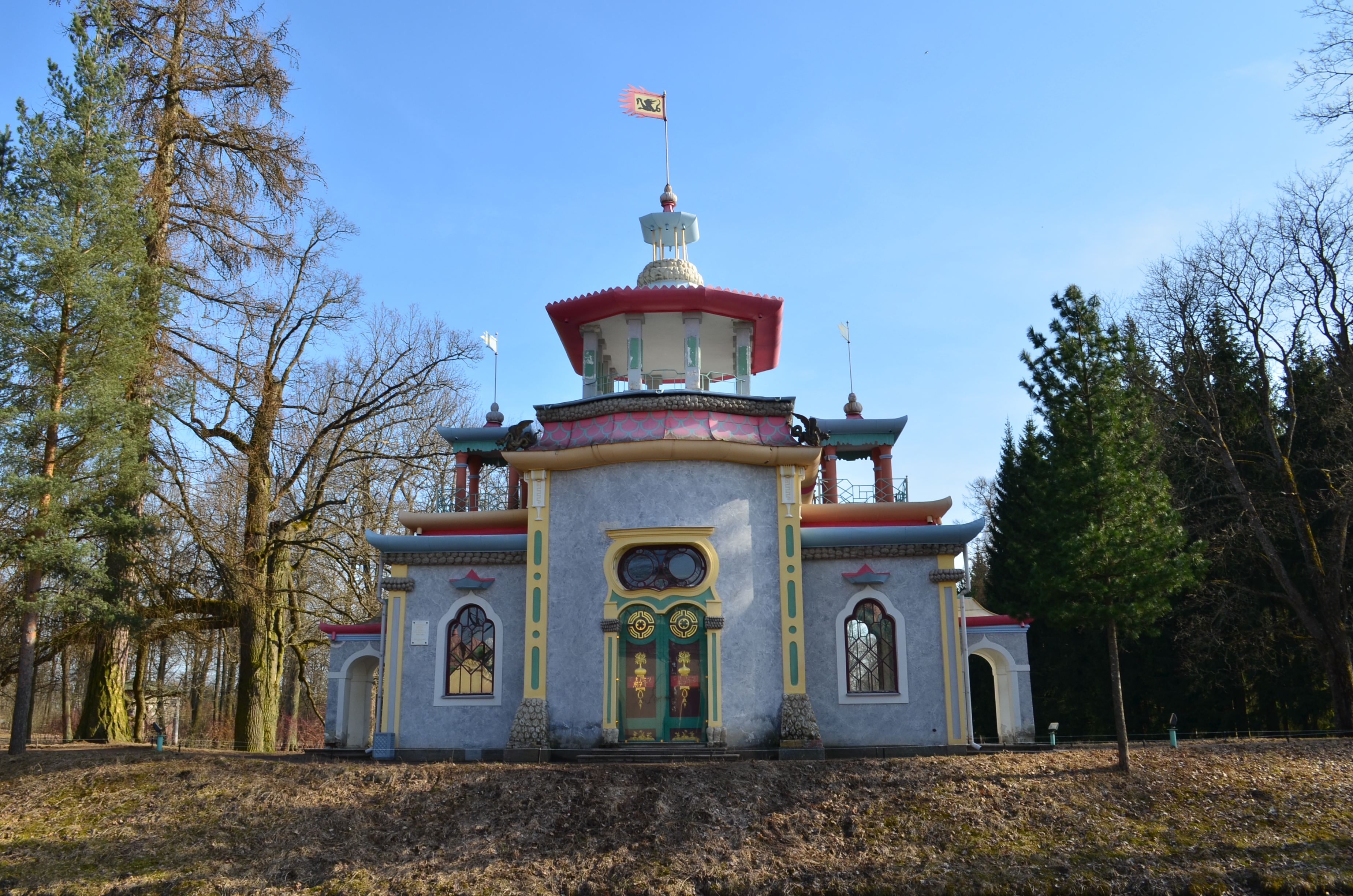
La casa estiva cinese, o chiosco crepitante.

- Chiosco crepitante

La casa estiva cinese o padiglione cinese (in russo Китайская беседка?, Kitajskaja besedka) anche nota come chiosco crepitante (in russo Скрипучая беседка?, Skripučaja besedka) è un capriccio architettonico costruito tra il 1778 ed il 1786 su progetto di Georg von Veldten. Dopo aver subito dei danni durante la seconda guerra mondiale l'edificio venne restaurato tra il 1954 ed il 1956 e subì un ulteriore restauro negli anni 90. Il nome della struttura deriva dal suono cigolante prodotto dalla banderuola di metallo, posta sulla sommità della struttura, quando viene colpita dal vento.

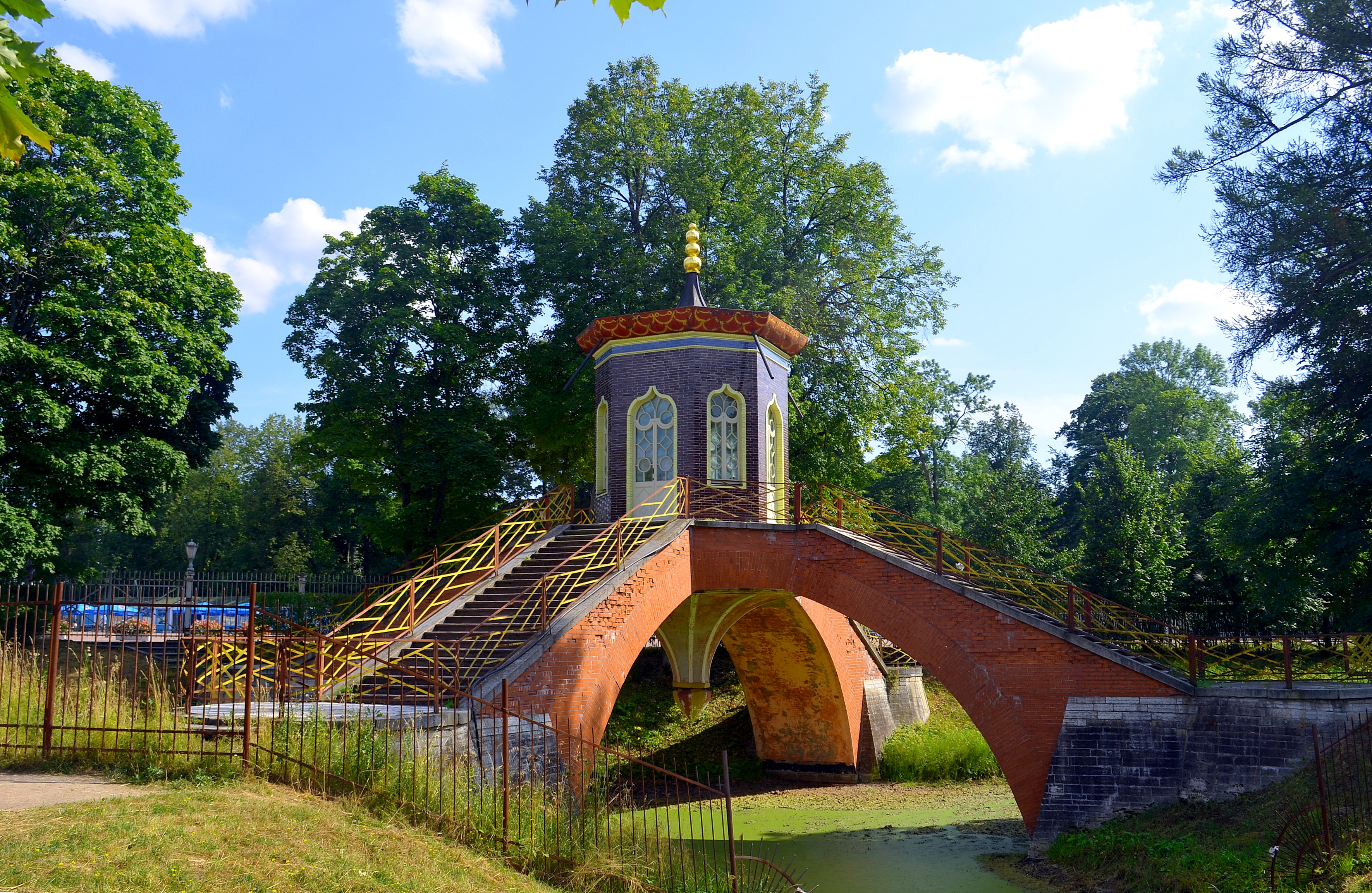
Il ponte a forma di croce (Krestovyj Most).

- Ponti

Tre ponti notevoli portano al villaggio. Il ponte dei draghi (in russo Драконов мост?, Drakonov most), che prende il nome da quattro statue di zinco che raffigurano dei draghi alati, ed il Grande ponte cinese (in russo Большой Китайский мост?, Bol'šoj Kitajskij most), noto per i suoi vasi di granito rosa e per le decorazioni che imitano i rami del corallo, furono completati nel 1785. Il ponte a forma di croce (in russo Крестовый Мост?, Krestovyj Most) venne costruito dai Fratelli Neelov sei anni prima rispetto agli altri, nel 1779. Nel 1860 vennero poste quattro statue cinesi sul Grande ponte cinese, ma queste vennero distrutte durante la seconda guerra mondiale per poi essere ricostruite.

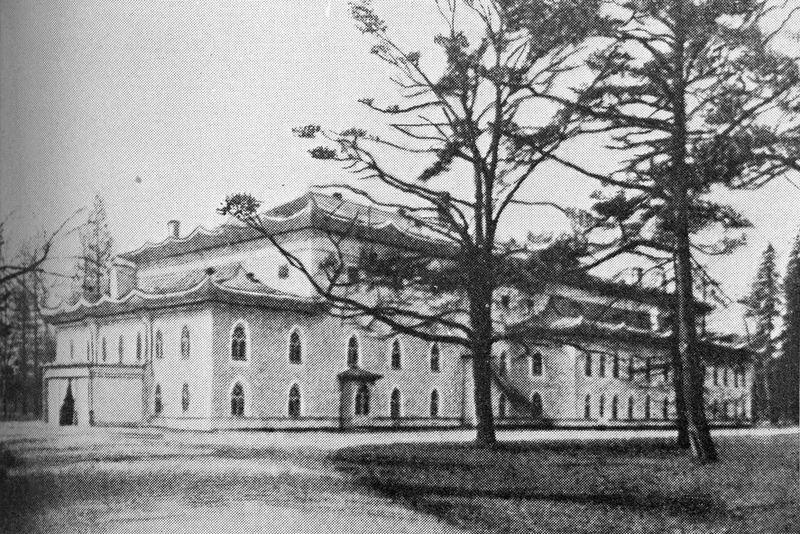
Il teatro dell'Opera cinese in una fotografia del 1915.

- Teatro dell'Opera cinese

Il teatro dell’Opera cinese (in russo Китайский театр?, Kitajskij teatr) venne costruito nei pressi del villaggio nel 1779. Fu in questo luogo che il compositore italiano Giovanni Paisiello presentò le sue nuove opere all’imperatrice di Russia. La prima assoluta de I frutti dell'istruzione, un’opera teatrale di Leone Tolstoi, avvenne al teatro dell’Opera cinese. Il teatro venne distrutto da un incendio il 15 Settembre 1941 e non venne più ricostruito: pochi resti delle mura esterne sono visibili ancora oggi.
- Villaggio

Il villaggio cinese vero e proprio è formato da dieci case decorate con dei motivi geometrici, con un tetto che riprende una pagoda. Sopra alcuni dei tetti sono presenti delle decorazioni che raffigurano delle teste di drago o delle piccole statue raffiguranti dei draghi in stile occidentale.